# Tambovi terület
A Tambovi terület (oroszul Тамбовская область [Tambovszkaja oblaszty]) az Oroszországi Föderációt alkotó jogalanyok egyike (szubjektum), önálló közigazgatási egység.  Székhelye Tambov. 

## Természetföldrajz
Az európai országrész középső vidékén terül el. Északon a Rjazanyi, északkeleten és keleten a Penzai, keleten és délkeleten a Szaratovi, délen és délnyugaton a Voronyezsi, nyugaton a Lipecki terület határolja. Területe 34 300 km².

### Domborzat, vízrajz

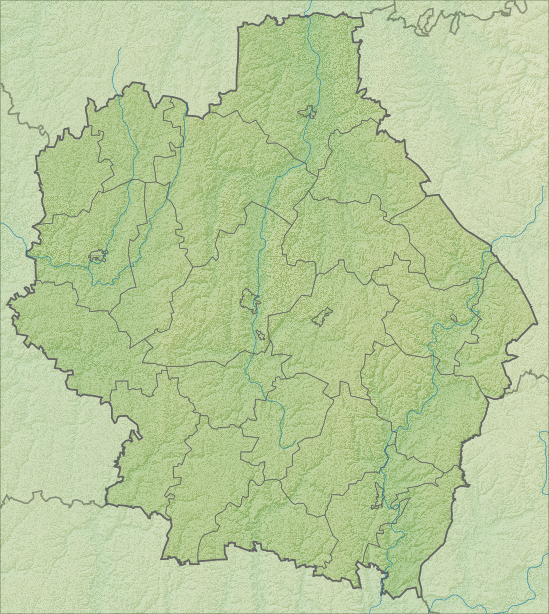
Domborzati térkép

A terület a Kelet-európai-síkság déli részén fekszik és az Oka–Don-alföld középső, alapvetően sík vidékét foglalja magában. A Közép-Orosz-hátság (nyugaton) és a Volgamenti-hátság (keleten) között elterülő alföld folyóvölgyekkel, árkokkal szabdalt részein nem találhatók jelentős szintkülönbségek. A medence közepes magassága kb. 150 m, a tengerszint feletti legmagasabb pontja 219 m. Keleten a Volgamenti-hátság nyúlványai húzódnak, de magasságuk nem haladja meg a 200 m-t. 
Az északi és a középső vidék a Volga vízgyűjtőjéhez tartozik. Legnagyobb folyója az észak felé tartó és a területet két részre osztó, lassú folyású Cna. A kiépített zsiliprendszer eredményeként a folyó nagy része hajózható volt a szovjet korszakban. Mellékfolyói balról a Cselnovaja, jobbról a Kersa és a Kamsa. A Don folyórendszeréhez tartozik a keleti vidéket északkelet-délnyugati irányban átszelő Vorona (a Hopjor mellékfolyója); a Don két bal oldali mellékfolyója: a Bityug és az északkeleti tájak vizeit összegyűjtő Voronyezs folyó; a kisebbek közül a Matira és a Szavala.
Jelentősebb állóvizek a Vorona árterében találhatók, köztük legnagyobb a Ramza-tó (250 ha). A víztározók és kisebb mesterséges tavak száma megközelíti a kilencszázat. Víztározó épült például a Cselnovaján és a Kersán. Az itteni legjelentősebb vízierőmű-csomópontot a Lesznoj Tambov folyón létesítették, víztározójának befogadóképességét 92 millió m³-re tervezték.

### Ásványkincsek
A területen jelenleg 13 féle ásványkincs összesen 347 lelőhelye ismeretes. Közülük legígéretesebb az ilmenit–rutil–cirkónium tartalmú homok előfordulása, 4%-os fémtartalommal és esetleg iparilag hasznosítható arannyal. A Rasszkazovói járásban található lelőhely készleteit 884 millió m³-re becsülik. Fontosak a festék-alapanyagok, a kvarchomok, a foszforitok, a tőzeg, továbbá az építőipari alapanyagok: agyag, homok előfordulásai is. Legismertebbek Tambovszkoje és Polkovszkoje homokbányái.

### Éghajlat
Az éghajlat mérsékelten kontinentális. A januári középhőmérséklet délnyugaton –10,5 °C, keleten –11,5 °C; a júliusi északon 19,5 °C, délen 20,5 °C. Ennek megfelelően a vegetációs időszak északon átlag 178 napig, délen valamivel tovább, 185 napig tart. A napsütéses órák száma nagyobb, a csapadék mennyisége valamivel kisebb, mint a nyugatra és a keletre fekvő hátságok vidékein. A csapadék évi mennyisége vidékenként változó: nyugaton 590 mm, keleten 490 mm.
Az Oka–Don-alföld medencéje észak felől teljesen „nyitott”, akadálytalanul jutnak el idáig a hideg sarki légáramlatok, ezért például május közepén is előfordulnak talajmenti fagyok. Ugyanilyen akadálytalanul érkeznek nyáron délkeletről, az Alsó-Volga felől a forró, száraz szelek. Az ilyen időszakok akár egy-két hétig is eltarthatnak és időnként komoly szárazságot okoznak.

### Növény- és állatvilág
A terület az erdős sztyepp övezetben fekszik. Talajainak nagy része típusos csernozjom; délen kilúgozott csernozjomok, északon szürke erdőtalajok, a folyóvölgyekben alluviális láp- vagy réti talajok találhatók.
Évszázadokkal ezelőtt az alföld 30-40%-a erdővel fedett térség volt. A védelmi rendszerek, az építkezések és a mezőgazdaság igényeinek leginkább a tölgyesek estek áldozatul. Jelenleg a régió 10,4%-át (egy 2005. januári adat szerint: 11,5%-át) borítja erdő. A legnagyobb egybefüggő erdőségek a Cna folyó mentén, annak jobb partján (kb. 230 000 ha), nyugaton a Voronyezs és mellékfolyója, az Ilovaj mentén (50 000 ha), valamint délkeleten a Vorona folyó festői völgyében (40 000 ha) húzódnak. Legelterjedtebb fafajok (az állami erdőgazdaságok kezelésében lévő erdőkben): a fenyők közül szinte kizárólag az erdeifenyő (46,5%), a lombhullatók közül a tölgy (17,5%), a nyír (15%), a nyárfa (12%) és a fekete égerfa (5%).
Az állatvilág elterjedt képviselői a nagyobb emlősök közül a jávorszarvas, az őz, a vaddisznó, a hiúz, a vörös róka, a farkas (az egész Tambovi területen 45-55 példánya él); a kisebbek közül a borz, a nyest, a görény. A védett területeken különösen sok madárfaj, köztük siketfajd, nyírfajd, császármadár, szürke macskabagoly, fülesbagoly vagy például kilenc harkályféle található.

### Természetvédelem
A Voronai természetvédelmi területet a Vorona folyó völgyének Kirszanovi és Inzsavinói járásokhoz tartozó részén alakították ki. Korábban tájvédelmi körzet (zakaznyik) volt, 1994-ben nyilvánították természetvédelmi területté, ami egyebek mellett fokozottabb védelmet biztosít az erdős sztyepp fennmaradt növény- és állatvilágának. A Volgamenti-hátság nyúlványain fekvő terület nagysága 10 320 ha, mely körül ugyanekkora védőövezetet hoztak létre. A 454 km hosszú Vorona folyó 90 km-es szakasza és kisebb-nagyobb tavak egész sora tartozik a védett területhez.

## Történelem

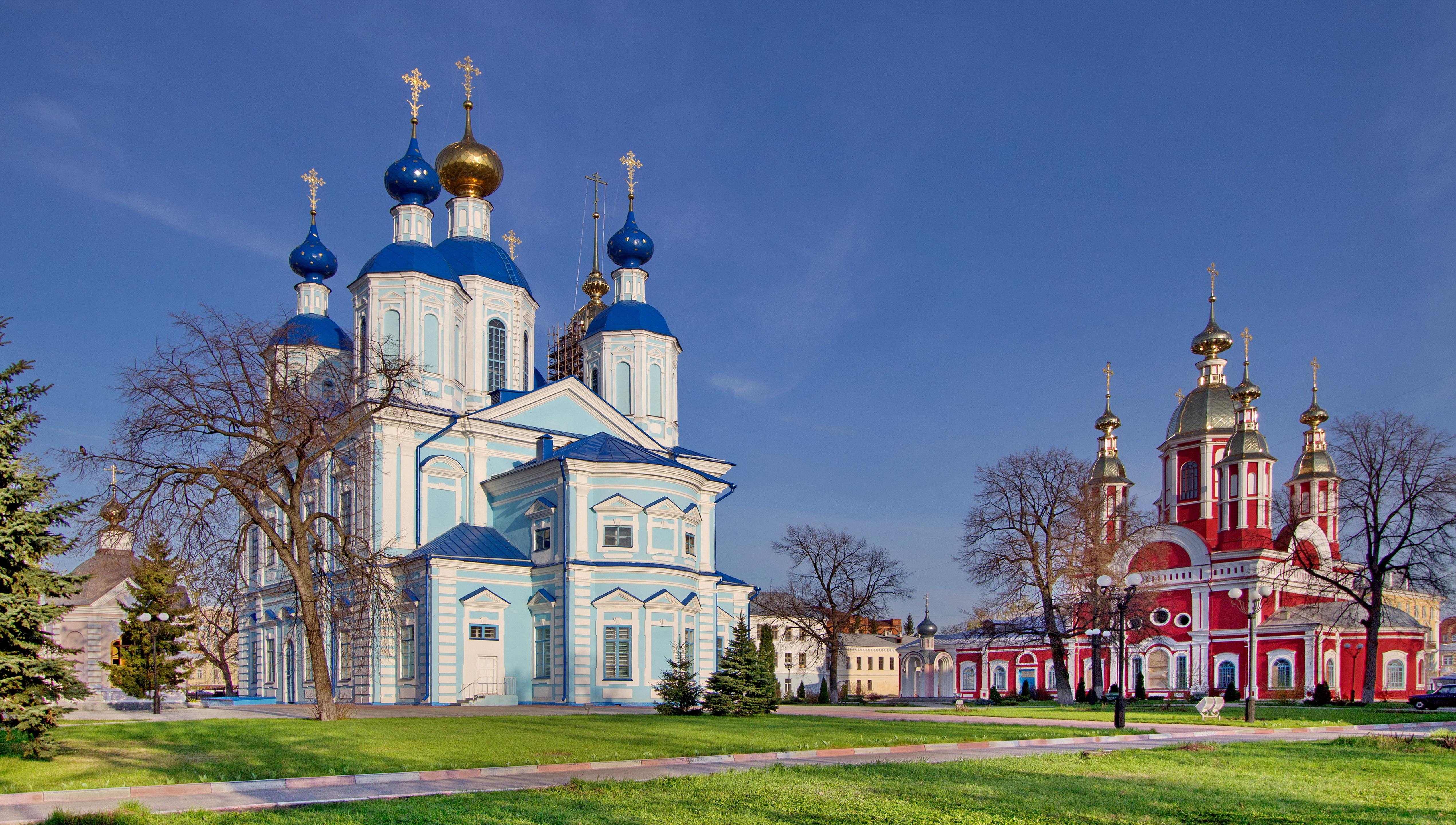
A Kazanyi Miasszonyunk-kolostor Tambovban

Tambov vidékét eredetileg a finnugor moksák (a mordvinok egyik ága) lakták. Az első orosz telepesek már a mongol hódítás előtti időkben megjelentek, ám végleges és tömeges letelepedésük csak a 17. században következett be. A század elején ezen a vidéken húzódott az orosz állam délkeleti határa, melynek mentén Belgorodtól kezdődően hosszan elnyúló védelmi vonalat építettek ki. Ennek a védelmi rendszernek lett része az 1635-ben alapított Kozlov (mai nevén: Micsurinszk) és a Cna folyó partján egy évvel később alapított Tambov erődje is. A folyó túlsó oldalán a moksák földjei terültek el.
1708-tól a két város és környéke az Azovi kormányzósághoz, 1719-től: Voronyezsi kormányzósághoz tartozott. 1779-ben Tambov székhellyel önálló közigazgatási egység alakult, mely 1796-ban kormányzóság lett. Az ipar kialakulása a helyi mezőgazdaság termékeinek feldolgozásával kezdődött, Morsanszk és Rasszkazovo posztóüzemei a cári hadsereg legfontosabb szállítói közé tartoztak. Tambov városa a 19. századra a gabonakereskedelem egyik híres központja lett, Kozlovban 1866-ban már vasúti fenntartó üzem működött.
A Tambovi kormányzóság – a mainál lényegesen nagyobb területen – lényegében 1928-ig állt fenn. A szovjet időszakban létrehozták a nagy kiterjedésű Központi-Csernozjom területet. Ebből választották le és alakították önálló közigazgatási egységgé a Tambovi területet 1937. szeptember 27-én. Két évvel később kivált belőle a Penzai terület, így alakult ki mostani határa.

## Népesség
A terület lakossága 1 144 800 fő (2005), ebből a városban lakók aránya összesen 57,5%. A népsűrűség 33,4 fő/km².
Nemzetiségi összetétel a 2002-es népszámlálási adatok szerint (ezer fő): oroszok (1136,9); ukránok (10,8); örmények (4,3); cigányok (30); tatárok (2,7); beloruszok (2,4); azeriek (2,3); németek (1,1); jezidek (1,0)
tatárok (1,4). (A többi nemzetiség 1000 fő alatt.)

### A legnépesebb települések
A lélekszám 2005. január 1-jén (ezer fő):
- Tambov – 287,2
- Micsurinszk – 93,1
- Rasszkazovo – 45,5
- Morsanszk – 43,3
- Kotovszk	– 33,3
- Uvarovo – 28,4
- Kirszanov – 18,4
- Sztroityel	– 17,7 (2002)
- Zsergyevka – 16,1
- Pervomajszkij – 13,4
- Szosznovka – 10,7
- Inzsavino	– 10,3

## Közigazgatás
- A Tambovi terület élén 2015-ig Oleg Ivanovics Betyin állt. Vegyipari mérnök, a közgazdasági tudományok doktora. Első alkalommal 1999-ben választották meg kormányzóvá, majd a 2003-as választásokon is győzött. 2005-ben Vlagyimir Putyin elnök ajánlása alapján a képviselők egyhangúlag döntöttek megbízatásának meghosszabbításáról.
- A terület vezetője Alekszandr Valerjevics Nyikityin: 2015. szeptembertől 2021. október 4-ig, ekkor Putyin elnök felmentette hivatalából.
- Putyin elnök rendeletével a terület mb. kormányzója Makszim Boriszovics Jegoroov: 2021. október 4-től[1]

A 2005 decemberében megtartott választások eredményeként a helyi parlament 50 képviselői helye az alábbiak szerint oszlott meg:
- Egységes Oroszország párt: 28-29 hely
- Kommunista Párt: 9-10 hely
- Liberális Demokrata Párt: 3-4 hely
- Haza Szövetség: 2 hely
- Agrárpárt: 2 hely
- Függetlenek: 4 hely

A területen 352 helyi önkormányzat működik. Közülük 7 városi körzet (gorodszkoj okrug) és 23 járás (rajon), továbbá 13 városi község (gorodszkoje poszelenyije) és 309 falusi község (szelszkoje poszelenyije), összesen (1750 falusi település). 

### Városi körzetek

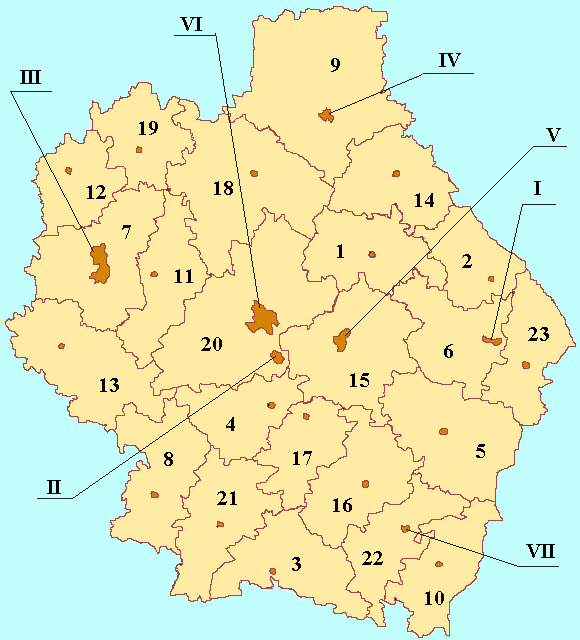
A Tambovi terület járásai (arab számok) és városi körzetei (római számok)

A városi körzetek és a járások a következők:
(A római számok a térképhez tartoznak.)
- I. Kirszanov
- II. Kotovszk
- III. Micsurinszk
- IV. Morsanszk
- V. Rasszkazovo
- VI. Tambov
- VII. Uvarovo

### Járások
A járások neve, székhelye és 2010. évi népessége az alábbi:
| Száma a térképen | Magyar név           | Orosz név            | Székhely        | Lélekszám |
| ---------------- | -------------------- | -------------------- | --------------- | --------- |
| 1.               | Bondari járás        | Бондарский район     | Bondari         | 13 191    |
| 2.               | Gavrilovkai járás    | Гавриловский район   | Gavrilovka 2-ja | 12 032    |
| 5.               | Inzsavinói járás     | Инжавинский район    | Inzsavino       | 23 184    |
| 6.               | Kirszanovi járás     | Кирсановский район   | Kirszanov       | 21 756    |
| 7 .              | Micsurinszki járás   | Мичуринский район    | Micsurinszk     | 34 245    |
| 8.               | Mordovói járás       | Мордовский район     | Mordovo         | 19 375    |
| 9.               | Morsanszki járás     | Моршанский район     | Morsanszk       | 34 088    |
| 10 .             | Mucskapszkiji járás  | Мучкапский район     | Mucskapszkij    | 15 177    |
| 11.              | Nyikiforovkai járás  | Никифоровский район  | Dmitrijevka     | 20 066    |
| 12.              | Pervomajszkiji járás | Первомайский район   | Pervomajszkij   | 29 277    |
| 13.              | Petrovszkojei járás  | Петровский район     | Petrovszkoje    | 19 074    |
| 14.              | Picsajevói járás     | Пичаевский район     | Picsajevo       | 14 027    |
| 15.              | Rasszkazovói járás   | Рассказовский район  | Rasszkazovo     | 22 991    |
| 16.              | Rzsakszai járás      | Ржаксинский район    | Rzsaksza        | 18 565    |
| 17.              | Szampuri járás       | Сампурский район     | Szatyinka       | 14 204    |
| 18.              | Szosznovkai járás    | Сосновский район     | Szosznovka      | 31 641    |
| 19.              | Sztarojurjevói járás | Староюрьевский район | Sztarojurjevo   | 14 553    |
| 20.              | Tambovi járás        | Тамбовский район     | Tambov          | 102 786   |
| 21.              | Tokarjovkai járás    | Токарёвский район    | Tokarjovka      | 17 898    |
| 23.              | Umjoti járás         | Умётский район       | Umjot           | 12 044    |
| 22.              | Uvarovói járás       | Уваровский район     | Uvarovo         | 11 221    |
| 4.               | Znamenkai járás      | Знаменский район     | Znamenka        | 18 405    |
| 3.               | Zsergyevkai járás    | Жердевский район     | Zsergyevka      | 30 331    |

## Gazdaság
Gazdasági szempontból a Tambovi terület az Oroszországi Föderáció Központi feketeföld övezetéhez tartozik.

### Mezőgazdaság
Az agráriumban jelenleg mintegy 451 mezőgazdasági vállalat, zömmel mezőgazdasági szövetkezet gazdálkodik, és 3000 körül van a paraszti- (farmer-) gazdaságok száma.
A mezőgazdasági hasznosítású földek (2,65 millió ha) 77%-a szántóföld (2,04 millió ha).
A szántóföldi növénytermesztésben egyaránt nagy súlya van a gabonának és az ipari növényeknek. 2005-ben összesen 1,7 millió tonna gabonát, 1,6 millió tonna cukorrépát és 247 ezer tonna napraforgómagot takarítottak be. Ezeket a kultúrákat csaknem teljes egészében mezőgazdasági vállalatok és farmergazdaságok állították/állítják elő, a burgonya és a zöldségfélék termelése a lakossági gazdaságokban koncentrálódik (több mint 90%-ban). A hús 83,5%-a, a tej 70%-a szintén háztáji gazdaságokból került ki (2005).
A kertészetnek különösen nagy hagyománya van. Ezen a vidéken, Kozlov városában élt és dolgozott a neves növénynemesítő, Ivan Micsurin. Nevéhez kb. 300 új növényfaj, elsősorban bogyós növények és gyümölcsfélék létrehozása fűződik. Később a várost is róla nevezték el (Micsurinszk), mely azóta a biológiai és a genetikai tudományok egyik országos központja lett.

### Ipar
Bár a terület hagyományosan mezőgazdasági régiónak számít, jelentős iparral is rendelkezik. Tambov a második világháború utáni időkben vált mezővárosból ipari központtá. Jelenleg a foglalkoztatottak 20%-a az iparban dolgozik, és a terület adóbevételeinek fele ipari tevékenységből származik.
A legfontosabb ágazatok: gépgyártás – ezen belül vegyipari gépgyártás (Tambov, Morsanszk, Pervomajszkij), textilipari gépek, elektromos készülékek, gáz- és olajipari berendezések gyártása; vegyipar – lakkok és festékek, műtrágya gyártása; műszeripar; textilipar – főleg bőr- és gyapjúipar; élelmiszeripar – konzervgyárak, gyümölcs ivólevek, cukorgyártás, hús- és tejfeldolgozás. Az iparvállalatok többsége Tambovban működik. („Elektropribor”: repülőgép- és űrhajózási műszerek; „Tambovmas”: gépgyártás; „Tamak”: német építőipari vállalat; távközlési és elektronikai berendezések gyára stb.) További fontos ipari központok:
- Micsurinszk: a korábbi autóbuszjavító üzemből az 1990-es években az ország egyik legnagyobb autóbuszgyára lett; „Milorem”: az 1866-ban alapított üzem ma az országban közlekedő dízelmozdonyok javítását és korszerűsítését végzi.
- Rasszkazovo: alacsonyfeszültségű elektromos készülékek gyára; biokémiai gyár (műtrágya); „Raszkom”: az ország egyik jelentős bőrgyára, a központi régiók cipőgyárainak szállítója.
- Kotovszk: festékgyár
- Morsanszk: vegyipai gépek gyára; pamutipari kombinát („Morsanszki manufaktúra”)